# Eke (Frankrijk)
Eke (officieel: Eecke) is een gemeente in het Franse Noorderdepartement (Frans: département du Nord) in de Franse Westhoek. De gemeente ligt in Frans-Vlaanderen in de streek het Houtland. Zij grenst aan de gemeenten Steenvoorde, Godewaarsvelde, Vleteren, Kaaster, Hondegem, Sint-Silvesterkapel en Terdegem. De gemeente telde 1.215 inwoners op 1 januari 2022.

## Geschiedenis en naam
Het dorp zou  zijn gesticht door Sint-Wulmaar in 698; die de regio zou hebben gekerstend in de zevende eeuw. In die tijd zou hij hebben geslapen in een holle eik. De naam van de plaats werd voor de eerste keer vermeld in 1263 als Eeke. Eke is verbroederd met het Oost-Vlaamse Eke, het Zwitserse dorp Eiken en het Duitse Eicken-Bruche op grond van hun gelijkaardige toponymie.

## Bezienswaardigheden
- De Sint-Vulmarkerk (Église Saint-Wulmar) met het beschermde klockhuys.
- Op het Kerkhof van Eke liggen 15 gesneuvelden uit beide wereldoorlogen.

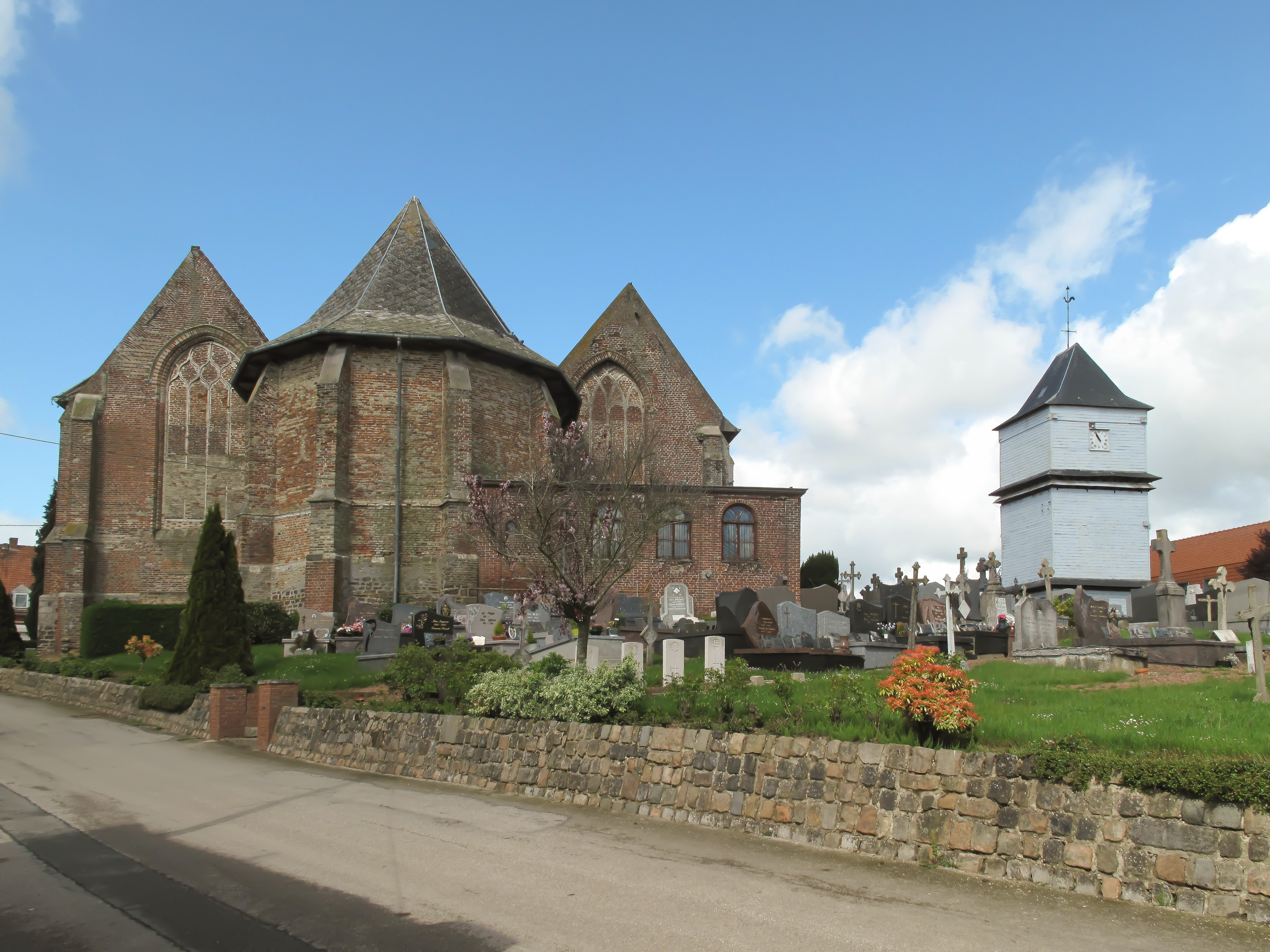
Sint-Wulmaarskerk en het Klockhuis

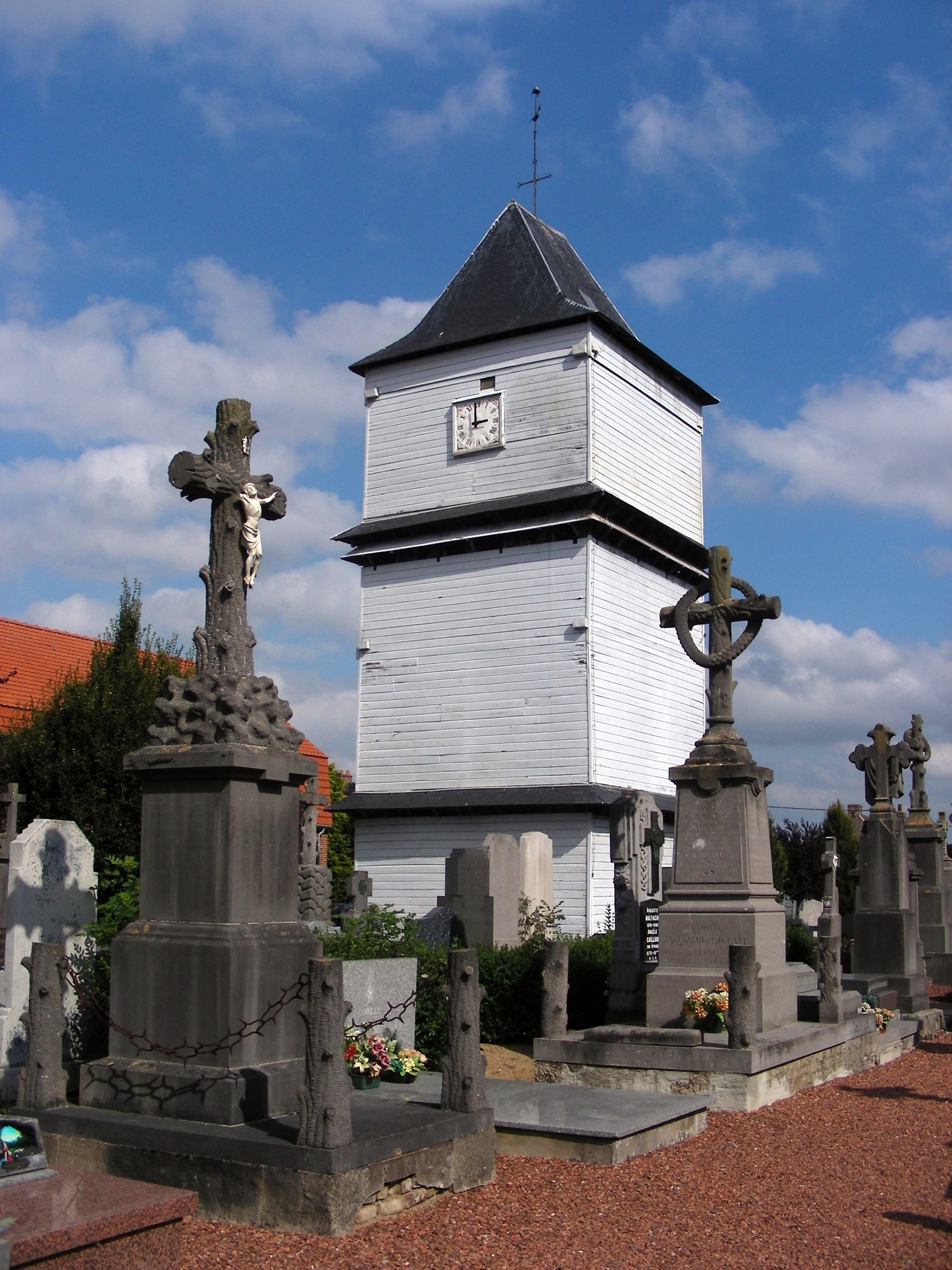
Het Klockhuis

## Natuur en landschap
Eke ligt in het Houtland op een hoogte van 24-66 meter. Het dorp ligt op een heuveltje.

## Geografie
De oppervlakte van Eke bedroeg op 1 januari 2022 10,29 vierkante kilometer; de bevolkingsdichtheid was toen 118,1 inwoners per km².

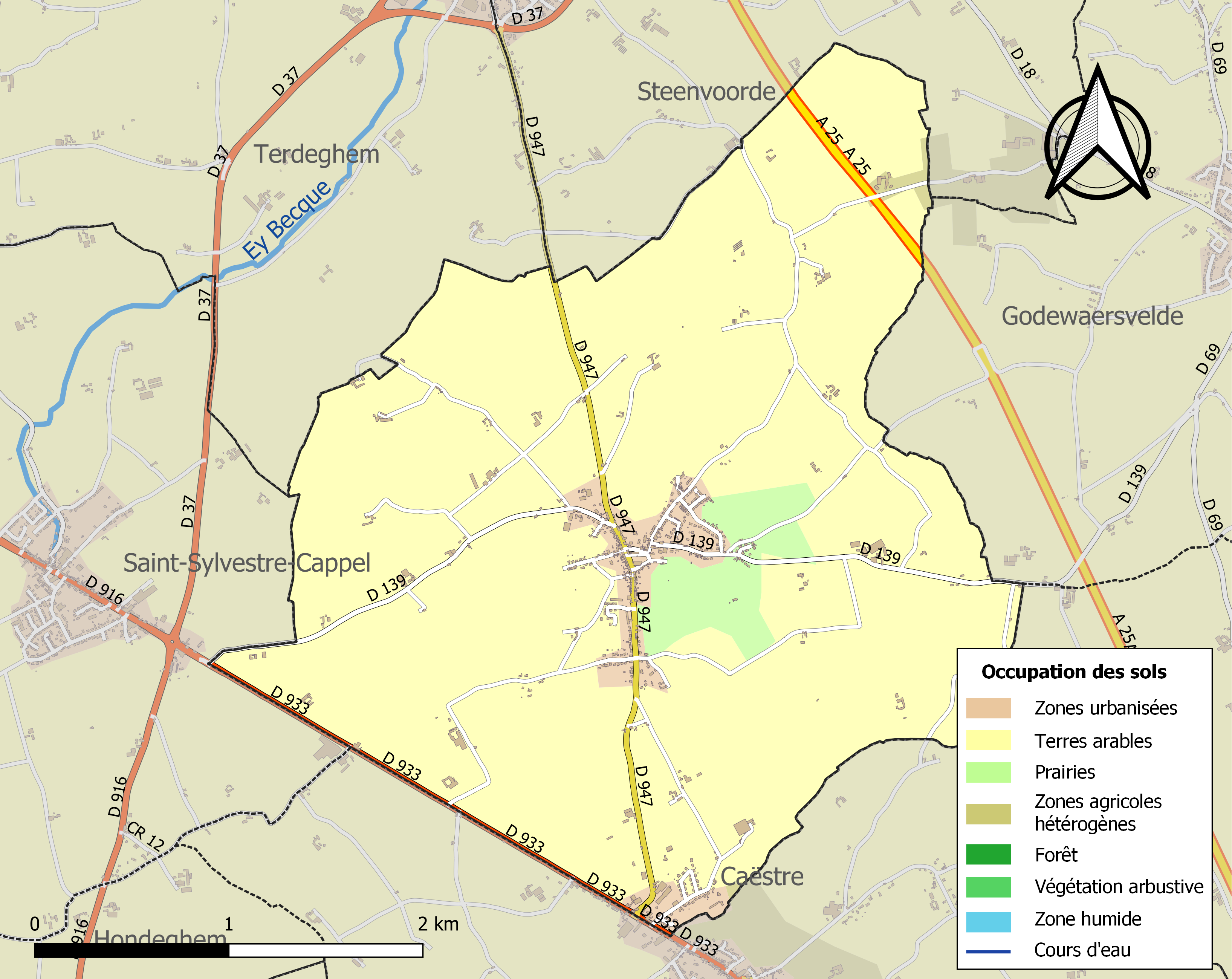
Kaart van de gemeente met belangrijkste infrastructuur, bodemgebruik en omliggende gemeenten

## Demografie
Onderstaande figuur toont het verloop van het inwonertal (bron: INSEE-tellingen).

## Geboren
- Wulmar Bernaerts (1510-1570), rechtsgeleerde.

## Nabijgelegen kernen
Kaaster, Sint-Silvesterkappel, Steenvoorde, Godewaarsvelde
Belle · Berten · Boeschepe · Borre · Eke · Godewaarsvelde · Hondegem · Kaaster · Kassel · Merris · Meteren · Niepkerke · Okselare · Oud-Berkijn · Pradeels · Sint-Janskappel · Sint-Mariakappel · Sint-Silvesterkappel · Stapel · Steenwerk · Strazele · Vleteren · Zoeterstee
Armboutskappel · Arneke · Bambeke · Bavinkhove · Belle · Berten · Bieren · Bissezele · Blaringem · Boeschepe · Boezegem · Bollezele · Borre · Bray-Dunes · Broekburg · Broekkerke · Broksele · Buisscheure · Drinkam · Duinkerke · Ebblingem · Eke · Ekelsbeke · Eringem · Gijvelde · Godewaarsvelde · La Gorgue · Grand-Fort-Philippe · Grevelingen · Groot-Sinten · Hardefoort · Haverskerke · Hazebroek · Herzele · Holke · Hondegem · Hondschote · Hooimille · Houtkerke · Kaaster · Kapelle · Kapellebroek · Kassel · Killem · Kraaiwijk · Krochte · Kwaadieper · Lederzele · Ledringem · Leffrinkhoeke · Linde · Loberge · Loon · Meregem · Merkegem · Merris · Meteren · Millam · Moerbeke · Niepkerke · Nieuw-Berkijn · Nieuw-Koudekerke · Nieuwerleet · Noordpene · Ochtezele · Okselare · Oostkappel · Oud-Berkijn · Oudezele · Pitgam · Pradeels · Rekspoede · Rubroek · Ruisscheure · Sint-Janskappel · Sint-Joris · Sint-Mariakappel · Sint-Momelijn · Sint-Pietersbroek · Sint-Silvesterkappel · Sint-Winoksbergen · Soks · Spijker · Stapel · Steenbeke · Steenvoorde · Steenwerk · Stegers · Stene · Strazele · Terdegem · Téteghem-Coudekerque-Village · Tienen · Uksem · Vleteren · Volkerinkhove · Waalskappel · Warrem · Waten · Wemaarskappel · Westkappel · Wilder · Winnezele · Wormhout · Wulverdinge · Zegerskappel · Zerkel · Zermezele · Zoeterstee · Zuidkote · Zuidpene